# Бар'єрне заводнення
Бар'є́рне заво́днення (англ. barrier flooding, barrier water-flood operation) — спосіб розробки нафтогазових чи нафтогазоконденсатних покладів, оснований на закачуванні води в пласт в межах газонафтової зони через водонагнітальні свердловини, розташовані на лінії внутр. контуру газоносності. 
Призначене для створення водяного бар'єру, що розділяє основні запаси нафти, нафтової облямівки і газу газової шапки, запобігання прориву газу в нафтові свердловини і вторгнення нафти в газову шапку. 
Дозволяє прискорити темпи відбору нафти і підвищити коеф. нафтовіддачі. Найефективніше застосування бар'єрного заводнення на нафтогазових покладах пластового типу з крилоподібними нафт. облямівками, вузькими підгазовими зонами і великими газовими шапками. 
Основна перевага — можливість одночасної розробки запасів нафти і газу. 
Недолік бар'єрного заводнення — защемлення значної кількості газу при витісненні його водою. Бар'єрне заводнення інколи застосовується в поєднанні із законтурним та іншими видами заводнення.